# E512 (trasa europejska)
E512 – trasa europejska biegnąca przez Francję. Zaliczana do tras kategorii B droga łączy Remiremont z Miluzą.

## Przebieg trasy
- Remiremont E23
- Thann
- Miluza E25 E54 E60